# SN 2006pl
SN 2006pl – supernowa typu Ia odkryta 11 listopada 2006 roku w galaktyce A215426+0035. W momencie odkrycia miała maksymalną jasność 21,90m.